# Magnusiomyces magnusii
Magnusiomyces magnusii är en svampart som först beskrevs av F. Ludw., och fick sitt nu gällande namn av Redhead & Malloch 1977. Magnusiomyces magnusii ingår i släktet Magnusiomyces och familjen Dipodascaceae.   Inga underarter finns listade i Catalogue of Life.